# Chan Yiwen
Chan Yiwen, née le 25 septembre 2000 à Alor Setar, est une joueuse professionnelle de squash représentant la Malaisie. Elle atteint en septembre 2022 la 62e place mondiale sur le circuit international, son meilleur classement.

## Biographie
Elle est championne d'Asie junior en 2018 et 2019 et championne d'Asie par équipes en 2021.

## Palmarès

### Titres
- Championnats d'Asie par équipes : 2021